# Emina Jahović
Emina Sandal (en serbi Емина Сандал; nascuda com Emina Jahović: Емина Јаховић) més coneguda pel seu nom artístic, Emina va néixer el 15 de gener de 1982 en Novi Pazar, República Socialista de Sèrbia, RFSY és una prominent cantant, compositora, productora musical, actriu, model internacional de fotografia, passarel·la, espots publicitaris i música més popular dels Balcans des de mitjan anys 2000.
Actualment resideix a Istanbul, on es va casar en 2008 amb el cantant turc Mustafa Sandal.